# Neoterikové
Neóterici byli sdružením avantgardních básníků působících v Římě v období pozdní římské republiky (1. století př. n. l.). Charakteristická pro ně byla kritičnost vůči archaizující tradici, jíž představovali řečtí i domácí klasikové. Inspiraci naopak hledali u řeckých hellénistických básníků. Neóterici představují první tvůrčí skupinu v dějinách římské literatury, již obohatili o nový rozměr.

## Název
"Noví básníci", (latinsky poetae novi) tak tuto básnickou avantgardu kriticky označil proslulý řečník Cicero ve svém díle Orator. V jednom ze svých dopisů Attikovi je zase nazývá "neoteroi" (z řeckého νεώτεροι), tedy novátoři. Ačkoliv tato označení implikují touhu po inovacích a v dnešním pojetí je můžeme chápat také jako něco moderního, v tomto případě měla jednoznačně negativní konotace.  Být „novým“ básníkem neznamenalo v tehdejší římské společnosti ctící tradici nic dobrého. Přídavné jméno „novus“ v latině má totiž negativní ráz a poukazuje na odklon od zavedených konvencí. Spojení „usilovat o něco nového“ (novis rebus studere) dokonce v latině fungovalo jako označení pro pokus o převrat. To bylo důvodem, proč neměl tyto členy literární scény Cicero v lásce a proč jim uštědřil také jiné ironické označení, a to Cantores Euphorionis - Euforónovi zpěváčci. „Narážel tím na řeckého básníka Euforióna z Chalkidy (3. stol. př. n. l.), jenž se stal symbolem alexandrijské moderny, a který proslul hutností své poezie a velkou učeností." Cicero byl tedy prvním, kdo tyto básníky označil za skupinu a jehož pojmenování (původně sarkasticky myšlené) se používá dodnes.

## Charakteristika
Ačkoliv bývají neóterici často nazýváni také Mladořímskou básnickou školou, nepředstavovali žádnou oficiální školu ani kruh, neboť je navzájem nepojil žádný společný program. V jistém slova smyslu se tedy jednalo pouze o soudružnou skupinu modernistických básníků, které sbližovaly stejné literární tendence a vkus, poetické aspirace a v neposlední řadě přátelství a společný původ. Mnozí z nich totiž nebyli Římany, ale pocházeli z předalpské Galie (Gallia Cisalpina). Jejich provinciální původ měl patrně vliv na formování jejich postojů k politickému dění. Na rozdíl od svých vrstevníků, jež přicházeli do Říma angažovat se ve státních službách, neóterici o aktivní politiku v podstatě nejevili zájem a vůči římskému veřejnému životu byli zdrženliví. Místo toho dávali přednost soukromému životu (latinsky otium), což se odráželo také v jejich literární činnosti. Neóterici psali nejspíše pouze pro malý okruh přátel. Obraceli se tak pouze k úzké skupině vzdělaných lidí a širší veřejnosti byla jejich tvorba uzavřena. To, že byli nezávislými i ve společenském životě dokazuje fakt, že za nimi nestál nikdo, kdo by jejich činnost (finančně) podporoval, podobně jako to později činil např. Maecenas. Kvůli své apolitičnosti a autotelické tvorbě jim bylo vytýkáno, že odcizili poezii národu a způsobili tak, že přestala plnit svou výchovnou funkci.
Za duchovního otce a vůdčí osobnost skupiny je považován gramatik a básník Publius Valerius Cato. Jediným členem celého okruhu, jehož dílo se dochovalo v rozsáhlejší podobě, je Gaius Valerius Catullus. Ten je zároveň považován za nejvýznamnějšího z těchto básníků.

## Předchůdci
Tendence neóteriků nebyly samy o sobě ničím zcela novým. Za průkopníky nového směru můžeme považovat již předchozí generaci literátů, jež bývají nazýváni preneóterikové. Patřili mezi ně epigramatikové (Porcius Licinius, Valerius Aedituus, Lutatius Catulus) a také básník Laevius. Neóterikové byli však ve svých postojích mnohem důslednější, a proto až oni představují zásadní rozchod s tradicemi ctěnými klasicisty.

## Styl
Estetické vzory neóterici nalézají v řecké alexandrijské moderně. Inspirací a učiteli se jim tak stali pozdně helénističtí básníci, z nichž řada pobývala v Římě. Jedním z nich byl například Partheniás z Níkaie, který do tohoto města zavítal koncem 70. či počátkem 80. let prvního století př. n. l. Existují názory, že tím, kdo tohoto básníka do Říma přivedl byl Helvius Cinna. To však nelze s jistotou potvrdit.
Dalšími inspirátory neóteriků byli Kallimachos z Kyrény, Aulus Licinius Archias či Filodémos. Helénistická tvorba inspirovala neóteriky nejen stylem a formou, ale také náměty a metrikou. Středem jejich zájmu byl život a pocity jednotlivce, poezie intimních citů a milostných prožitků, byť i stylizovaných. Po vzoru Kallimacha propagovali sevřenější kratší formy - epigram, epyllion, milostnou elegii, ale také jiné druhy příležitostné lyriky, jako např. svatební píseň (epithalamion) či píseň na cestu (propemptikon). V epice volili spíše exkluzivní náměty, často mytologické. Právě zmíněný epyllion (malý epos) dokonale umožňoval neóterikům ukázat vlastní učenost a zároveň umožňoval provádět sofistikované zásahy do stavby díla. Ačkoliv své výtvory neóterici sami nazývali hříčkami či drobnostmi (nugae), jednalo se o velmi propracované skladby. Usilovali o dosažení formální vytříbenosti a technické dokonalosti. Kromě tradičního hexametru, který se snažili technicky zdokonalit, zavádějí také jiné metrické útvary, a to například hendekasyllaby, sapfickou strofu a především jedenáctislabičný verš, tzv. verš Falaikův.

## Členové
- Gaius Valerius Catullus

- Publius Valerius Cato

- Gaius Helvius Cina

- Marcus Furius Bibaculus

- Gaius Licinius Macer Calvus

- Publius Terentius Atacinus

## Proudy
Gaius Valerius Catullus, Gaius Helvius Cinna a Gaius Licinius Calvus tvořili v rámci zmíněné skupiny menší kroužek, jednotný v přísném dodržování zásad básnické tvorby dle Kallimacha. Oproti tomu ostatní členové zaujímali spíše kompromisní postoj a skládali i básně tradiční.